# Програмне забезпечення для шифрування диска
Програмне забезпечення для шифрування диска — це програмне забезпечення, призначене для захисту конфіденційних даних, що зберігаються на цифрових носіях, як-от жорсткі диски, карти пам'яті або USB-флеш-накопичувачі тощо, від несанкціонованого доступу шляхом їх шифрування.
Термін «шифрування диска» зазвичай стосується шифрування всіх даних на диску. Воно працює здебільшого непомітно для користувача, системи та програм і безпечніше, ніж рішення з частковим шифруванням, наприклад зашифровані томи, каталоги або файли. Проблема останніх полягає в ризику залишити конфіденційні дані на незашифрованій ділянці диска.
Шифрування тому означає шифрування всього тому або розділу. Зашифроване сховище, захищене паролем або ключем, особливо актуально для портативних комп'ютерів та ноутбуків які можуть бути викрадені зловмисниками з метою крадіжки цінної інформації.
При правильно виконаному шифруванні той, хто знайде загублений пристрій або вкраде його, не зможе відновити фактичні дані або навіть визначити, які файли там були.

## Види шифрування
- Симетричне шифрування використовує один і той же ключ для виконання функцій шифрування та дешифрування інформації. У симетричних схемах ключі генеруються випадковим чином, а їх довжина зазвичай встановлюється на 128 або 256 біт, залежно від необхідного рівня безпеки. Алгоритми симетричного шифрування достатньо швидкі та вимагають меншої обчислювальної потужності, але їх основним недоліком є розподіл ключів. Оскільки той самий ключ використовується для шифрування та дешифрування інформації, цей ключ має бути розповсюджений усім, кому потрібен доступ до даних, що, природно, створює ризики безпеці.[4][5]
- Асиметричне шифрування використовує один ключ для шифрування даних і інший ключ для їх дешифрування. Ключ, який використовується для шифрування, називається відкритим ключем, і ним можна вільно ділитися з іншими. З іншого боку, ключ, який використовується для розшифровки, є приватним ключем і має зберігатися таємно. В асиметричному шифруванні є математичний зв'язок між відкритим і закритим ключами, тобто між ними існує математична закономірність. Через те, що зловмисники потенційно можуть використати цей шаблон для злому шифрування, асиметричні ключі мають бути достатньо довгими.[4]
- Гібридне шифрування поєднує в собі ефективність симетричного шифрування зі зручністю (асиметричної) криптографії з відкритим ключем. Будь-хто може зашифрувати дані за допомогою відкритого ключа, але лише користувачі з закритим ключем можуть розшифрувати дані.[6] Комбіноване застосування симетричного та асиметричного шифрування дозволяє усунути основні недоліки, властиві обом методам. Комбінований (гібридний) метод шифрування дає можливість поєднувати переваги високої таємності, що надаються асиметричними криптосистемами з відкритим ключем, з перевагами високої швидкості роботи, притаманними симетричним криптосистемам із секретним ключем.[7]

## Методи
Порівняно з контролем доступу, який зазвичай забезпечує операційна система (ОС), шифрування захищає конфіденційність даних у стані спокою, наприклад, якщо дані зчитуються безпосередньо з апаратного забезпечення іншою ОС. Крім того, шифрування усуває необхідність знищення даних в кінці життєвого циклу диска.
Програмне шифрування зазвичай працює на рівні додатків, більшості системних програм і низькорівневих драйверів пристроїв, автоматично (з точки зору користувача) шифруючи дані після того, як вони були створені програмою, але до того, як вони були фізично записані на диск. І навпаки, розшифровує дані одразу після їх зчитування, але до того, як вони будуть передані програмі. Якщо все реалізовано правильно, програми не знають про ці криптографічні операції.
Деякі програми для шифрування дисків (наприклад, TrueCrypt або BestCrypt) пропонують можливості, які зазвичай неможливо реалізувати за допомогою апаратного шифрування диска: можливість монтувати файлові контейнери як зашифровані логічні диски з власною файловою системою, а також створювати зашифровані «внутрішні» томи, приховані у вільному просторі більш очевидних «зовнішніх» томів. Такі стратегії забезпечують правдоподібне заперечення наявності додаткових даних.
Серед добре відомих програм для шифрування дисків можна виділити: Microsoft BitLocker для Windows; FileVault 2 для Apple OS/X; LUKS — стандартне вільне програмне забезпечення для Linux, а також VeraCrypt — некомерційна програма з відкритим початковим кодом для Windows, OS/X і Linux.
Дослідження 2008 року виявило явище збереження залишкових даних у динамічній оперативній пам'яті (DRAM), де дані залишаються доступними від кількох секунд до хвилин за кімнатної температури, а при охолодженні чіпів пам'яті — значно довше. Автори дослідження змогли продемонструвати атаку холодного перезавантаження, яка дозволяє відновлювати криптографічні ключі кількох популярних систем шифрування дисків, незважаючи на часткову втрату даних у пам'яті. Це стало можливим завдяки надмірності у способі зберігання ключів після їх адаптації для ефективного використання. Дослідники рекомендують вимикати комп'ютери, а не залишати їх у режимі «сну», якщо вони фізично не знаходяться під контролем законного власника. Цей метод відновлення ключа, однак, підходить переважно для контрольованих лабораторних умов і вкрай непрактичний для «польового» використання через потребу у спеціальному обладнанні та системах охолодження.

## Інші особливості

### Правдоподібне заперечення
Деякі програми шифрування диска, такі як припинений проект TrueCrypt та його активні форки з відкритим вихідним кодом (VeraCrypt, tc-play, та інші), а також платний пакет власницьких програм BestCrypt, пропонують правдоподібні рівні заперечення наявності зашифрованих даних. Це може бути корисно, коли користувача можуть вимушувати розкрити пароль до зашифрованого тому.

### Приховані томи
Приховані томи — це стеганографічна функція, яка дозволяє іншому, «прихованому» тому розташовуватися в межах видимого вільного простору «контейнера» (іноді відомого як «зовнішній» том). Прихований том має власну окрему файлову систему, пароль і ключ шифрування, відмінні від тому контейнера.
Вміст прихованого тому зашифрований та зберігається у вільному просторі файлової системи зовнішнього тому — просторі, який інакше був би заповнений випадковими значеннями, якби прихований том не існував. Коли зовнішній контейнер підключається за допомогою програмного забезпечення для шифрування диска, те, чи буде змонтований внутрішній чи зовнішній том залежить від наданого пароля. Якщо введено правильний «звичайний» пароль/ключ зовнішнього тому — монтується зовнішній том; якщо введено правильний пароль/ключ прихованого тому, тоді (і тільки тоді) можна виявити існування прихованого тому, і він буде змонтований. Якщо пароль/ключ не вдасться використати для розшифрування ні внутрішнього, ні зовнішнього тому, жоден з них не буде змонтовано.
Після створення прихованого тому всередині видимого тому контейнера користувач зберігатиме інформацію, яка виглядає важливою (але яку користувач не проти розкрити) на зовнішньому томі, тоді як більш конфіденційна інформація зберігатиметься всередині прихованого тому.
Якщо користувач змушений розкрити пароль, він може розкрити пароль для зовнішнього тому, не повідомляючи про існування прихованого тому. Прихований том не буде скомпрометовано, якщо користувач вживе певних заходів обережності під час перезапису вільних областей «хостового» диска.

### Без ознак ідентифікації
Томи, незалежно від того, чи зберігаються вони у файлі чи на пристрої/розділі, можуть навмисно не містити жодних помітних «підписів» чи незашифрованих заголовків. Оскільки алгоритми шифрування розроблені таким чином, що їх неможливо відрізнити від псевдовипадкової перестановки без знання ключа, наявність даних у зашифрованому томі також неможливо виявити, якщо в шифрі немає відомих недоліків. Це означає, що неможливо довести, що будь-який файл або розділ є зашифрованим томом (а не випадковими даними), не маючи пароля для його монтування. Ця характеристика також унеможливлює визначення того, чи містить том інший прихований том.
Том, який зберігається у файлі (на відміну від розділів) у деяких випадках може виглядати недоречним, оскільки це будуть випадкові дані, розміщені у файлі навмисно. Однак том, що зберігається на розділі або пристрої, нічим не відрізнятиметься від розділу чи пристрою, стертих за допомогою звичайного інструменту очищення диска, наприклад Darik's Boot чи Nuke. Можна стверджувати, що з високою імовірністю такий пристрій або розділ було стерто, щоб видалити особисті дані.
Портативний або «мандрівний режим» означає, що програмне забезпечення для шифрування можна запускати без інсталяції на системний жорсткий диск. У цьому режимі програмне забезпечення зазвичай встановлює тимчасовий драйвер із портативного носія. Оскільки він встановлює драйвер (хоча й тимчасово), права адміністратора все одно потрібні.

### Томи змінного розміру
Деякі програми для шифрування дисків дозволяють змінювати розмір зашифрованих томів.

### Резервні копії
Зашифровані томи містять дані «заголовка» (або «CDB»), для яких можна створити резервні копії. Перезапис цих даних знищить том, тому можливість їх резервного копіювання є корисною.
Відновлення резервної копії цих даних може скинути пароль тому до того значення, яке було на момент створення резервної копії.

### Додаткові заходи
Шифрування файлів і шифрування дисків є взаємодоповнюючими технологіями для захисту від доступу зловмисника до даних у стані спокою. Шифрування файлів є більш детальною технологією, тоді як шифрування дисків має ширше охоплення, але менш точне. Шифрування файлів надає доступ лише до кожного окремого файлу, тому краще захищає певні цікаві файли від читання, навіть якщо зловмисник має доступ до машини.